# Саша Балич
Саша Балич (серб. Saša Balić / Саша Балић, нар. 29 січня 1990, Котор) — чорногорський футболіст, захисник румунського «Тиргу-Муреша» та національної збірної Чорногорії.

## Клубна кар'єра
У дорослому футболі дебютував 2007 року виступами за команду клубу ОФК (Белград), в якій провів один сезон, взявши участь лише у 1 матчі чемпіонату.
Своєю грою за команду привернув увагу представників тренерського штабу клубу «Грбаль», до складу якого приєднався в липні 2008 року.. Відіграв за клуб з Радановичів наступний сезон своєї ігрової кар'єри.
19 листопада 2009 року уклав контракт з клубом «Інтер» (Запрешич), у складі якого провів наступні три роки своєї кар'єри гравця.
До складу клубу «Кривбасу» приєднався на початку 2012 року. Наразі грає лише за молодіжну команду.
Влітку 2013 року «Кривбас» знявся зі змагань і Балич 31 серпня 2013 року на правах вільного агента підписвав дворічний контракт з запорізьким «Металургом», де провів два сезони.
Влітку 2015 року, разом з сімома іншими гравцями, покинув «Металург» на правах вільного агента і незабаром став гравцем румунського «Тиргу-Муреша».

## Виступи за збірні
2007 року дебютував у складі юнацької збірної Чорногорії. За два роки взяв участь у 15 іграх на юнацькому рівні.
Протягом 2008–2010 років залучався до складу молодіжної збірної Чорногорії. На молодіжному рівні зіграв у дев'яти офіційних матчах.
6 вересня 2011 року дебютував в офіційних матчах у складі національної збірної Чорногорії. Наразі провів у формі головної команди країни 9 матчів.

## Статистика

### Клубна
Станом на кінець сезону 2014/15
| Сезон   | Клуб               | Ліга         | Ігор | Голів |
| ------- | ------------------ | ------------ | ---- | ----- |
| 2007/08 | ОФК (Белград)      | Суперліга    | 1    | 0     |
| 2008/09 | «Грбаль»           | Перша ліга   | 9    | 0     |
| 2009/10 | «Інтер» (Запрешич) | Перша ліга   | 11   | 1     |
| 2010/11 | «Інтер» (Запрешич) | Перша ліга   | 22   | 2     |
| 2011/12 | «Інтер» (Запрешич) | Перша ліга   | 14   | 0     |
| 2011/12 | «Кривбас»          | Прем'єр-ліга | 5    | 0     |
| 2012/13 | «Кривбас»          | Прем'єр-ліга | 9    | 0     |
| 2013/14 | «Металург» З       | Прем'єр-ліга | 13   | 0     |
| 2014/15 | «Металург» З       | Прем'єр-ліга | 20   | 0     |

### Збірна
Станом на 23 липня 2015 року
| Збірна Чорногорії | Збірна Чорногорії | Збірна Чорногорії |
| Роки              | Ігри              | Голи              |
| ----------------- | ----------------- | ----------------- |
| 2011              | 3                 | 0                 |
| 2012              | 1                 | 0                 |
| 2013              | 0                 | 0                 |
| 2014              | 3                 | 0                 |
| 2015              | 2                 | 0                 |
| Всього            | 9                 | 0                 |